# Mutsun
Mutsun (San Juan Bautista Costanoans, Amah Mutsun), ime kojim se označava skupina Costanoan Indijanaca nekad naseljenih duž rijeke San Benito i San Felipe Creeka u okrugu San Benito u Kaliforniji. Njihovo glavno istoimeno selo nalazilo se blizu misije San Juan Bautista. Govorili su istoimenim jezikom ili dijalektom, a posljednja govornica bila je Ascencion Solorsano de Cervantes (1854-1930), koja je Smithsonianovom etnologu J. P. Harringtonu 1929. ispričala priču o svome plemenu. 
Populacija im danas iznosi oko 500. Prema riječima današnjih pripadnika plemena Amah Mutsun njihovo je porijeklo od onih plemena što su živjela u sferi utjecaja misija San Juan Bautista i Santa Cruz kroz kasno 18., 19. i rano 20. stoljeće.

## Vanjske poveznice
- SAN JUAN BAUTISTA HISTORY  Arhivirana inačica izvorne stranice od 27. prosinca 2015. (Wayback Machine)